# Kulturverlag Polzer
Der Kulturverlag Polzer mit Sitz in Salzburg wurde 1946 als Familienunternehmen Kartenzentrale Polzer gegründet, im Jahr 2000 wurde er als eigenständiges Unternehmen aus der Kartenzentrale ausgegliedert. Der Verlag ist nicht mehr wirtschaftsaktiv, die letzte Änderung im Firmenbuch des Amtsgerichts 5020 Salzburg wurde am 18. September 2020 vorgenommen.
Der Verlag gibt die Magazine Inside Festspiele – Das Programm, Inside Festspiele-Highlights und das jährlich im Juli erscheinende, ca. 160-seitige zweisprachige Magazin salon, mit deutschen und englischen Texten, heraus.
- Salon (seit 2007, unregelmäßig[3]) fokussiert seinen Blick auf die Musik- und Theaterproduktionen der Salzburger Festspiele, sowie auf Essays internationaler Autoren zum jährlichen Festspielmotto.
- Inside Festspiele – Highlights (2006–2010, jährlich[4]), Inside highlights (2010/11–2016(?), vierteljährlich[5]). Das Magazin bietet neben Interviews mit Künstlern, Kulturschaffenden, Literaten und weiteren Quer- und Vorausdenkern eine Vorschau auf die wichtigsten Festspiel-, Kunst-, Bühnenereignisse.
- Inside Festspiele – Das Programm erscheint jährlich im Dezember und stellt den kompletten Spielplan der Salzburger Festspiele mit kurzen Werkseinführungen vor.

Seit 2005 erschien eine Reihe von ausgewählten Buchtiteln. Die Violinschule von Leopold Mozart – in moderner Notenschrift und für heutige Schüler verständlicher Ausdrucksform – wurde sowohl in deutscher, als auch in englischer Sprache herausgegeben. Ein Textbuch zu den Salzburger Festspielen von Jan Fabre, illustrierte Gedichtbände und der Fotoband Ein Porsche geht auf Reisen von Peter Daniell Porsche, auf Deutsch und Englisch, der Fotoband Sayner Zeit von Marianne Fürstin zu Sayn-Wittgenstein-Sayn, sowie illustrierte Kinder- und Märchenbücher sind erschienen.